# Depressione di Minusinsk
La depressione di Minusinsk (in russo Минусинская котловина?, Minusinskaja kotlovina) della Siberia meridionale si trova nel Territorio di Krasnojarsk e nella Chakassia, in Russia.

## Geografia
La depressione, ad andamento collinare e tagliata da valli, è delimitata a ovest dalla catena Kuzneckij Alatau e dai monti dell'Abakan, a est dai monti Saiani Orientali e a sud dai Saiani Occidentali. Ha una superficie di circa 50.000 km² e la sua altitudine varia tra i 200 e i 700 m.
Il fiume Enisej e i suoi principali affluenti Abakan e Tuba scorrono attraverso la depressione e alimentano il bacino artificiale di Krasnojarsk situato al centro della valle. Sono presenti molti piccoli laghi, anche di acqua salata.
Vi sono depositi di carbone (bacino del carbone di Minusinsk), la cui estrazione iniziò nel 1904. La produzione di carbone nel 2012 è stata di 12,5 milioni di tonnellate.
Le città principali dell'area sono Minusinsk e Abakan, seguono Nazarovo, Černogorsk, Sajanogorsk, Sorsk e Abaza.

### Clima e vegetazione
Il clima è continentale con inverni prolungati e leggermente nevosi ed estati calde. La temperatura a gennaio va dai -16 ai -21 °C, con minime fino a -52 °C; a luglio da circa 22 °C, fino a un massimo di 45 °C.
La depressione è un'importante area agricola. Prima della rivoluzione, grazie al suo clima e alle colture di frutta, era spesso chiamata "Italia siberiana" (Сибирская Италия).
All'interno del territorio si distinguono: la steppa di Abakan (a nord-ovest), la steppa di Koibal (a sud-ovest), la steppa di Minusinsk e la steppa boscosa (a est).